# WFHC Hoorn
De West-Friese Hockeyclub is een Nederlandse hockeyclub uit Hoorn. De club beschikt over twee zandingestrooide kunstgrasvelden en twee watervelden in Hoorn.

## Tenue
- Een korenblauw shirt met een diagonale witte baan op de borst en een WFHC logo shirt.
- Een witte broek (heren/jongens) of witte rok (dames/meisjes) met een WFHC logo.
- Witte kousen voorzien van het WFHC logo.